# マーティン・エレビー
マーティン・エレビー（Martin Ellerby, 1957年 - ）は、イギリスの作曲家。

## 人物・来歴
1957年、イングランド北部のワークソプに生まれる。
ロンドンの王立音楽大学でジョーゼフ・ホロヴィッツに作曲を、後に個人的にウィルフレッド・ジョーゼフにも師事。
その後、12年間、ロンドン大学で働き、スタジオ・ミュージック・カンパニーの編集長になるまで、作曲と対位法音楽の主任を務める。またイギリス空軍やフロリダ州立大学、セント・トマス大学、クリストファー・ニューポート大学でも教鞭を執っている。
音楽のジャンルを問わず、数多くの作品を手がけているが、英国式ブラスバンド作品も技術的に難しいものが多く、代表作であるTristan Encountersは、チャンピオンシップの課題曲として頻繁に採用されている。

## 主要作品

### ブラスバンド作品
- ブラスのための協奏曲 (Concerto for Brass)
- オヴェイション (Ovation)
- トリスタン・エンカウンター (Tristan Encounters)
- ヴィスタス (Vistas)
- 騎士道 (Chivalry)
- 新世界の踊り (New World Dances)
- エルガー・ヴァリエーション (Elgar Variations)
- マルコム・アーノルド・ヴァリエーション (Malcolm Arnold Variations)

他

### 吹奏楽作品
- パリのスケッチ (Paris Sketches)
- 交響曲 (Symphony for Winds)
- クラリネット協奏曲 (Clarinet Concerto)
- ヴェネツィアの魔法 (Venetian Spells)

その他、自作のブラスバンド曲からの編曲など